# Баруліна тема (білі комбінації)
Те́ма Бару́ліна — тема в шаховій композиції ортодоксального жанру. Суть теми — крім рішення є ще, як мінімум дві спроби, обумовлені послабленнями, бо ходи помилкові, в цих хибних слідах послаблення позиції білих повинно бути наслідком однієї і тієї ж тактичної ідеї.

## Історія
Цей задум втілив в задачі у 1927 році шаховий композитор з Москви Михайло Михайлович Барулін (19.10.1897—23.05.1943).
В задачі є ряд, на перший погляд, рівноцінних вступних ходів, хибні спроби спростовуються, бо кожен з них вносить послаблення в позицію білих, причому ці послаблення в тематичних хибних слідах повинні бути наслідком однієї і тієї ж тактичної ідеї. Наприклад послаблення в тематичних хибних слідах з'являються внаслідок зв'язування білих фігур, або послаблення у всіх хибних спробах є перекриття, тощо, тобто для всіх тематичних хибних слідів послаблення повинні бути однорідні.
Ідея дістала назву — тема Баруліна, в шаховій літературі ця ідея ще іменується — білі комбінації.
|   | a | b | c | d | e | f | g | h |   |
| 8 | a8 білий король · c8 білий ферзь · a7 чорний пішак · e7 чорний пішак · a6 біла тура · d6 чорний пішак · e6 білий пішак · g6 білий пішак · b5 білий пішак · d5 чорний король · h5 білий слон · a4 чорний пішак · a3 чорна тура · f3 чорний пішак · a2 чорний слон · b2 чорний слон · c2 білий кінь · d2 білий кінь · h2 білий слон · d1 чорний кінь · g1 біла тура | a8 білий король · c8 білий ферзь · a7 чорний пішак · e7 чорний пішак · a6 біла тура · d6 чорний пішак · e6 білий пішак · g6 білий пішак · b5 білий пішак · d5 чорний король · h5 білий слон · a4 чорний пішак · a3 чорна тура · f3 чорний пішак · a2 чорний слон · b2 чорний слон · c2 білий кінь · d2 білий кінь · h2 білий слон · d1 чорний кінь · g1 біла тура | a8 білий король · c8 білий ферзь · a7 чорний пішак · e7 чорний пішак · a6 біла тура · d6 чорний пішак · e6 білий пішак · g6 білий пішак · b5 білий пішак · d5 чорний король · h5 білий слон · a4 чорний пішак · a3 чорна тура · f3 чорний пішак · a2 чорний слон · b2 чорний слон · c2 білий кінь · d2 білий кінь · h2 білий слон · d1 чорний кінь · g1 біла тура | a8 білий король · c8 білий ферзь · a7 чорний пішак · e7 чорний пішак · a6 біла тура · d6 чорний пішак · e6 білий пішак · g6 білий пішак · b5 білий пішак · d5 чорний король · h5 білий слон · a4 чорний пішак · a3 чорна тура · f3 чорний пішак · a2 чорний слон · b2 чорний слон · c2 білий кінь · d2 білий кінь · h2 білий слон · d1 чорний кінь · g1 біла тура | a8 білий король · c8 білий ферзь · a7 чорний пішак · e7 чорний пішак · a6 біла тура · d6 чорний пішак · e6 білий пішак · g6 білий пішак · b5 білий пішак · d5 чорний король · h5 білий слон · a4 чорний пішак · a3 чорна тура · f3 чорний пішак · a2 чорний слон · b2 чорний слон · c2 білий кінь · d2 білий кінь · h2 білий слон · d1 чорний кінь · g1 біла тура | a8 білий король · c8 білий ферзь · a7 чорний пішак · e7 чорний пішак · a6 біла тура · d6 чорний пішак · e6 білий пішак · g6 білий пішак · b5 білий пішак · d5 чорний король · h5 білий слон · a4 чорний пішак · a3 чорна тура · f3 чорний пішак · a2 чорний слон · b2 чорний слон · c2 білий кінь · d2 білий кінь · h2 білий слон · d1 чорний кінь · g1 біла тура | a8 білий король · c8 білий ферзь · a7 чорний пішак · e7 чорний пішак · a6 біла тура · d6 чорний пішак · e6 білий пішак · g6 білий пішак · b5 білий пішак · d5 чорний король · h5 білий слон · a4 чорний пішак · a3 чорна тура · f3 чорний пішак · a2 чорний слон · b2 чорний слон · c2 білий кінь · d2 білий кінь · h2 білий слон · d1 чорний кінь · g1 біла тура | a8 білий король · c8 білий ферзь · a7 чорний пішак · e7 чорний пішак · a6 біла тура · d6 чорний пішак · e6 білий пішак · g6 білий пішак · b5 білий пішак · d5 чорний король · h5 білий слон · a4 чорний пішак · a3 чорна тура · f3 чорний пішак · a2 чорний слон · b2 чорний слон · c2 білий кінь · d2 білий кінь · h2 білий слон · d1 чорний кінь · g1 біла тура | 8 |
| 7 | a8 білий король · c8 білий ферзь · a7 чорний пішак · e7 чорний пішак · a6 біла тура · d6 чорний пішак · e6 білий пішак · g6 білий пішак · b5 білий пішак · d5 чорний король · h5 білий слон · a4 чорний пішак · a3 чорна тура · f3 чорний пішак · a2 чорний слон · b2 чорний слон · c2 білий кінь · d2 білий кінь · h2 білий слон · d1 чорний кінь · g1 біла тура | a8 білий король · c8 білий ферзь · a7 чорний пішак · e7 чорний пішак · a6 біла тура · d6 чорний пішак · e6 білий пішак · g6 білий пішак · b5 білий пішак · d5 чорний король · h5 білий слон · a4 чорний пішак · a3 чорна тура · f3 чорний пішак · a2 чорний слон · b2 чорний слон · c2 білий кінь · d2 білий кінь · h2 білий слон · d1 чорний кінь · g1 біла тура | a8 білий король · c8 білий ферзь · a7 чорний пішак · e7 чорний пішак · a6 біла тура · d6 чорний пішак · e6 білий пішак · g6 білий пішак · b5 білий пішак · d5 чорний король · h5 білий слон · a4 чорний пішак · a3 чорна тура · f3 чорний пішак · a2 чорний слон · b2 чорний слон · c2 білий кінь · d2 білий кінь · h2 білий слон · d1 чорний кінь · g1 біла тура | a8 білий король · c8 білий ферзь · a7 чорний пішак · e7 чорний пішак · a6 біла тура · d6 чорний пішак · e6 білий пішак · g6 білий пішак · b5 білий пішак · d5 чорний король · h5 білий слон · a4 чорний пішак · a3 чорна тура · f3 чорний пішак · a2 чорний слон · b2 чорний слон · c2 білий кінь · d2 білий кінь · h2 білий слон · d1 чорний кінь · g1 біла тура | a8 білий король · c8 білий ферзь · a7 чорний пішак · e7 чорний пішак · a6 біла тура · d6 чорний пішак · e6 білий пішак · g6 білий пішак · b5 білий пішак · d5 чорний король · h5 білий слон · a4 чорний пішак · a3 чорна тура · f3 чорний пішак · a2 чорний слон · b2 чорний слон · c2 білий кінь · d2 білий кінь · h2 білий слон · d1 чорний кінь · g1 біла тура | a8 білий король · c8 білий ферзь · a7 чорний пішак · e7 чорний пішак · a6 біла тура · d6 чорний пішак · e6 білий пішак · g6 білий пішак · b5 білий пішак · d5 чорний король · h5 білий слон · a4 чорний пішак · a3 чорна тура · f3 чорний пішак · a2 чорний слон · b2 чорний слон · c2 білий кінь · d2 білий кінь · h2 білий слон · d1 чорний кінь · g1 біла тура | a8 білий король · c8 білий ферзь · a7 чорний пішак · e7 чорний пішак · a6 біла тура · d6 чорний пішак · e6 білий пішак · g6 білий пішак · b5 білий пішак · d5 чорний король · h5 білий слон · a4 чорний пішак · a3 чорна тура · f3 чорний пішак · a2 чорний слон · b2 чорний слон · c2 білий кінь · d2 білий кінь · h2 білий слон · d1 чорний кінь · g1 біла тура | a8 білий король · c8 білий ферзь · a7 чорний пішак · e7 чорний пішак · a6 біла тура · d6 чорний пішак · e6 білий пішак · g6 білий пішак · b5 білий пішак · d5 чорний король · h5 білий слон · a4 чорний пішак · a3 чорна тура · f3 чорний пішак · a2 чорний слон · b2 чорний слон · c2 білий кінь · d2 білий кінь · h2 білий слон · d1 чорний кінь · g1 біла тура | 7 |
| 6 | a8 білий король · c8 білий ферзь · a7 чорний пішак · e7 чорний пішак · a6 біла тура · d6 чорний пішак · e6 білий пішак · g6 білий пішак · b5 білий пішак · d5 чорний король · h5 білий слон · a4 чорний пішак · a3 чорна тура · f3 чорний пішак · a2 чорний слон · b2 чорний слон · c2 білий кінь · d2 білий кінь · h2 білий слон · d1 чорний кінь · g1 біла тура | a8 білий король · c8 білий ферзь · a7 чорний пішак · e7 чорний пішак · a6 біла тура · d6 чорний пішак · e6 білий пішак · g6 білий пішак · b5 білий пішак · d5 чорний король · h5 білий слон · a4 чорний пішак · a3 чорна тура · f3 чорний пішак · a2 чорний слон · b2 чорний слон · c2 білий кінь · d2 білий кінь · h2 білий слон · d1 чорний кінь · g1 біла тура | a8 білий король · c8 білий ферзь · a7 чорний пішак · e7 чорний пішак · a6 біла тура · d6 чорний пішак · e6 білий пішак · g6 білий пішак · b5 білий пішак · d5 чорний король · h5 білий слон · a4 чорний пішак · a3 чорна тура · f3 чорний пішак · a2 чорний слон · b2 чорний слон · c2 білий кінь · d2 білий кінь · h2 білий слон · d1 чорний кінь · g1 біла тура | a8 білий король · c8 білий ферзь · a7 чорний пішак · e7 чорний пішак · a6 біла тура · d6 чорний пішак · e6 білий пішак · g6 білий пішак · b5 білий пішак · d5 чорний король · h5 білий слон · a4 чорний пішак · a3 чорна тура · f3 чорний пішак · a2 чорний слон · b2 чорний слон · c2 білий кінь · d2 білий кінь · h2 білий слон · d1 чорний кінь · g1 біла тура | a8 білий король · c8 білий ферзь · a7 чорний пішак · e7 чорний пішак · a6 біла тура · d6 чорний пішак · e6 білий пішак · g6 білий пішак · b5 білий пішак · d5 чорний король · h5 білий слон · a4 чорний пішак · a3 чорна тура · f3 чорний пішак · a2 чорний слон · b2 чорний слон · c2 білий кінь · d2 білий кінь · h2 білий слон · d1 чорний кінь · g1 біла тура | a8 білий король · c8 білий ферзь · a7 чорний пішак · e7 чорний пішак · a6 біла тура · d6 чорний пішак · e6 білий пішак · g6 білий пішак · b5 білий пішак · d5 чорний король · h5 білий слон · a4 чорний пішак · a3 чорна тура · f3 чорний пішак · a2 чорний слон · b2 чорний слон · c2 білий кінь · d2 білий кінь · h2 білий слон · d1 чорний кінь · g1 біла тура | a8 білий король · c8 білий ферзь · a7 чорний пішак · e7 чорний пішак · a6 біла тура · d6 чорний пішак · e6 білий пішак · g6 білий пішак · b5 білий пішак · d5 чорний король · h5 білий слон · a4 чорний пішак · a3 чорна тура · f3 чорний пішак · a2 чорний слон · b2 чорний слон · c2 білий кінь · d2 білий кінь · h2 білий слон · d1 чорний кінь · g1 біла тура | a8 білий король · c8 білий ферзь · a7 чорний пішак · e7 чорний пішак · a6 біла тура · d6 чорний пішак · e6 білий пішак · g6 білий пішак · b5 білий пішак · d5 чорний король · h5 білий слон · a4 чорний пішак · a3 чорна тура · f3 чорний пішак · a2 чорний слон · b2 чорний слон · c2 білий кінь · d2 білий кінь · h2 білий слон · d1 чорний кінь · g1 біла тура | 6 |
| 5 | a8 білий король · c8 білий ферзь · a7 чорний пішак · e7 чорний пішак · a6 біла тура · d6 чорний пішак · e6 білий пішак · g6 білий пішак · b5 білий пішак · d5 чорний король · h5 білий слон · a4 чорний пішак · a3 чорна тура · f3 чорний пішак · a2 чорний слон · b2 чорний слон · c2 білий кінь · d2 білий кінь · h2 білий слон · d1 чорний кінь · g1 біла тура | a8 білий король · c8 білий ферзь · a7 чорний пішак · e7 чорний пішак · a6 біла тура · d6 чорний пішак · e6 білий пішак · g6 білий пішак · b5 білий пішак · d5 чорний король · h5 білий слон · a4 чорний пішак · a3 чорна тура · f3 чорний пішак · a2 чорний слон · b2 чорний слон · c2 білий кінь · d2 білий кінь · h2 білий слон · d1 чорний кінь · g1 біла тура | a8 білий король · c8 білий ферзь · a7 чорний пішак · e7 чорний пішак · a6 біла тура · d6 чорний пішак · e6 білий пішак · g6 білий пішак · b5 білий пішак · d5 чорний король · h5 білий слон · a4 чорний пішак · a3 чорна тура · f3 чорний пішак · a2 чорний слон · b2 чорний слон · c2 білий кінь · d2 білий кінь · h2 білий слон · d1 чорний кінь · g1 біла тура | a8 білий король · c8 білий ферзь · a7 чорний пішак · e7 чорний пішак · a6 біла тура · d6 чорний пішак · e6 білий пішак · g6 білий пішак · b5 білий пішак · d5 чорний король · h5 білий слон · a4 чорний пішак · a3 чорна тура · f3 чорний пішак · a2 чорний слон · b2 чорний слон · c2 білий кінь · d2 білий кінь · h2 білий слон · d1 чорний кінь · g1 біла тура | a8 білий король · c8 білий ферзь · a7 чорний пішак · e7 чорний пішак · a6 біла тура · d6 чорний пішак · e6 білий пішак · g6 білий пішак · b5 білий пішак · d5 чорний король · h5 білий слон · a4 чорний пішак · a3 чорна тура · f3 чорний пішак · a2 чорний слон · b2 чорний слон · c2 білий кінь · d2 білий кінь · h2 білий слон · d1 чорний кінь · g1 біла тура | a8 білий король · c8 білий ферзь · a7 чорний пішак · e7 чорний пішак · a6 біла тура · d6 чорний пішак · e6 білий пішак · g6 білий пішак · b5 білий пішак · d5 чорний король · h5 білий слон · a4 чорний пішак · a3 чорна тура · f3 чорний пішак · a2 чорний слон · b2 чорний слон · c2 білий кінь · d2 білий кінь · h2 білий слон · d1 чорний кінь · g1 біла тура | a8 білий король · c8 білий ферзь · a7 чорний пішак · e7 чорний пішак · a6 біла тура · d6 чорний пішак · e6 білий пішак · g6 білий пішак · b5 білий пішак · d5 чорний король · h5 білий слон · a4 чорний пішак · a3 чорна тура · f3 чорний пішак · a2 чорний слон · b2 чорний слон · c2 білий кінь · d2 білий кінь · h2 білий слон · d1 чорний кінь · g1 біла тура | a8 білий король · c8 білий ферзь · a7 чорний пішак · e7 чорний пішак · a6 біла тура · d6 чорний пішак · e6 білий пішак · g6 білий пішак · b5 білий пішак · d5 чорний король · h5 білий слон · a4 чорний пішак · a3 чорна тура · f3 чорний пішак · a2 чорний слон · b2 чорний слон · c2 білий кінь · d2 білий кінь · h2 білий слон · d1 чорний кінь · g1 біла тура | 5 |
| 4 | a8 білий король · c8 білий ферзь · a7 чорний пішак · e7 чорний пішак · a6 біла тура · d6 чорний пішак · e6 білий пішак · g6 білий пішак · b5 білий пішак · d5 чорний король · h5 білий слон · a4 чорний пішак · a3 чорна тура · f3 чорний пішак · a2 чорний слон · b2 чорний слон · c2 білий кінь · d2 білий кінь · h2 білий слон · d1 чорний кінь · g1 біла тура | a8 білий король · c8 білий ферзь · a7 чорний пішак · e7 чорний пішак · a6 біла тура · d6 чорний пішак · e6 білий пішак · g6 білий пішак · b5 білий пішак · d5 чорний король · h5 білий слон · a4 чорний пішак · a3 чорна тура · f3 чорний пішак · a2 чорний слон · b2 чорний слон · c2 білий кінь · d2 білий кінь · h2 білий слон · d1 чорний кінь · g1 біла тура | a8 білий король · c8 білий ферзь · a7 чорний пішак · e7 чорний пішак · a6 біла тура · d6 чорний пішак · e6 білий пішак · g6 білий пішак · b5 білий пішак · d5 чорний король · h5 білий слон · a4 чорний пішак · a3 чорна тура · f3 чорний пішак · a2 чорний слон · b2 чорний слон · c2 білий кінь · d2 білий кінь · h2 білий слон · d1 чорний кінь · g1 біла тура | a8 білий король · c8 білий ферзь · a7 чорний пішак · e7 чорний пішак · a6 біла тура · d6 чорний пішак · e6 білий пішак · g6 білий пішак · b5 білий пішак · d5 чорний король · h5 білий слон · a4 чорний пішак · a3 чорна тура · f3 чорний пішак · a2 чорний слон · b2 чорний слон · c2 білий кінь · d2 білий кінь · h2 білий слон · d1 чорний кінь · g1 біла тура | a8 білий король · c8 білий ферзь · a7 чорний пішак · e7 чорний пішак · a6 біла тура · d6 чорний пішак · e6 білий пішак · g6 білий пішак · b5 білий пішак · d5 чорний король · h5 білий слон · a4 чорний пішак · a3 чорна тура · f3 чорний пішак · a2 чорний слон · b2 чорний слон · c2 білий кінь · d2 білий кінь · h2 білий слон · d1 чорний кінь · g1 біла тура | a8 білий король · c8 білий ферзь · a7 чорний пішак · e7 чорний пішак · a6 біла тура · d6 чорний пішак · e6 білий пішак · g6 білий пішак · b5 білий пішак · d5 чорний король · h5 білий слон · a4 чорний пішак · a3 чорна тура · f3 чорний пішак · a2 чорний слон · b2 чорний слон · c2 білий кінь · d2 білий кінь · h2 білий слон · d1 чорний кінь · g1 біла тура | a8 білий король · c8 білий ферзь · a7 чорний пішак · e7 чорний пішак · a6 біла тура · d6 чорний пішак · e6 білий пішак · g6 білий пішак · b5 білий пішак · d5 чорний король · h5 білий слон · a4 чорний пішак · a3 чорна тура · f3 чорний пішак · a2 чорний слон · b2 чорний слон · c2 білий кінь · d2 білий кінь · h2 білий слон · d1 чорний кінь · g1 біла тура | a8 білий король · c8 білий ферзь · a7 чорний пішак · e7 чорний пішак · a6 біла тура · d6 чорний пішак · e6 білий пішак · g6 білий пішак · b5 білий пішак · d5 чорний король · h5 білий слон · a4 чорний пішак · a3 чорна тура · f3 чорний пішак · a2 чорний слон · b2 чорний слон · c2 білий кінь · d2 білий кінь · h2 білий слон · d1 чорний кінь · g1 біла тура | 4 |
| 3 | a8 білий король · c8 білий ферзь · a7 чорний пішак · e7 чорний пішак · a6 біла тура · d6 чорний пішак · e6 білий пішак · g6 білий пішак · b5 білий пішак · d5 чорний король · h5 білий слон · a4 чорний пішак · a3 чорна тура · f3 чорний пішак · a2 чорний слон · b2 чорний слон · c2 білий кінь · d2 білий кінь · h2 білий слон · d1 чорний кінь · g1 біла тура | a8 білий король · c8 білий ферзь · a7 чорний пішак · e7 чорний пішак · a6 біла тура · d6 чорний пішак · e6 білий пішак · g6 білий пішак · b5 білий пішак · d5 чорний король · h5 білий слон · a4 чорний пішак · a3 чорна тура · f3 чорний пішак · a2 чорний слон · b2 чорний слон · c2 білий кінь · d2 білий кінь · h2 білий слон · d1 чорний кінь · g1 біла тура | a8 білий король · c8 білий ферзь · a7 чорний пішак · e7 чорний пішак · a6 біла тура · d6 чорний пішак · e6 білий пішак · g6 білий пішак · b5 білий пішак · d5 чорний король · h5 білий слон · a4 чорний пішак · a3 чорна тура · f3 чорний пішак · a2 чорний слон · b2 чорний слон · c2 білий кінь · d2 білий кінь · h2 білий слон · d1 чорний кінь · g1 біла тура | a8 білий король · c8 білий ферзь · a7 чорний пішак · e7 чорний пішак · a6 біла тура · d6 чорний пішак · e6 білий пішак · g6 білий пішак · b5 білий пішак · d5 чорний король · h5 білий слон · a4 чорний пішак · a3 чорна тура · f3 чорний пішак · a2 чорний слон · b2 чорний слон · c2 білий кінь · d2 білий кінь · h2 білий слон · d1 чорний кінь · g1 біла тура | a8 білий король · c8 білий ферзь · a7 чорний пішак · e7 чорний пішак · a6 біла тура · d6 чорний пішак · e6 білий пішак · g6 білий пішак · b5 білий пішак · d5 чорний король · h5 білий слон · a4 чорний пішак · a3 чорна тура · f3 чорний пішак · a2 чорний слон · b2 чорний слон · c2 білий кінь · d2 білий кінь · h2 білий слон · d1 чорний кінь · g1 біла тура | a8 білий король · c8 білий ферзь · a7 чорний пішак · e7 чорний пішак · a6 біла тура · d6 чорний пішак · e6 білий пішак · g6 білий пішак · b5 білий пішак · d5 чорний король · h5 білий слон · a4 чорний пішак · a3 чорна тура · f3 чорний пішак · a2 чорний слон · b2 чорний слон · c2 білий кінь · d2 білий кінь · h2 білий слон · d1 чорний кінь · g1 біла тура | a8 білий король · c8 білий ферзь · a7 чорний пішак · e7 чорний пішак · a6 біла тура · d6 чорний пішак · e6 білий пішак · g6 білий пішак · b5 білий пішак · d5 чорний король · h5 білий слон · a4 чорний пішак · a3 чорна тура · f3 чорний пішак · a2 чорний слон · b2 чорний слон · c2 білий кінь · d2 білий кінь · h2 білий слон · d1 чорний кінь · g1 біла тура | a8 білий король · c8 білий ферзь · a7 чорний пішак · e7 чорний пішак · a6 біла тура · d6 чорний пішак · e6 білий пішак · g6 білий пішак · b5 білий пішак · d5 чорний король · h5 білий слон · a4 чорний пішак · a3 чорна тура · f3 чорний пішак · a2 чорний слон · b2 чорний слон · c2 білий кінь · d2 білий кінь · h2 білий слон · d1 чорний кінь · g1 біла тура | 3 |
| 2 | a8 білий король · c8 білий ферзь · a7 чорний пішак · e7 чорний пішак · a6 біла тура · d6 чорний пішак · e6 білий пішак · g6 білий пішак · b5 білий пішак · d5 чорний король · h5 білий слон · a4 чорний пішак · a3 чорна тура · f3 чорний пішак · a2 чорний слон · b2 чорний слон · c2 білий кінь · d2 білий кінь · h2 білий слон · d1 чорний кінь · g1 біла тура | a8 білий король · c8 білий ферзь · a7 чорний пішак · e7 чорний пішак · a6 біла тура · d6 чорний пішак · e6 білий пішак · g6 білий пішак · b5 білий пішак · d5 чорний король · h5 білий слон · a4 чорний пішак · a3 чорна тура · f3 чорний пішак · a2 чорний слон · b2 чорний слон · c2 білий кінь · d2 білий кінь · h2 білий слон · d1 чорний кінь · g1 біла тура | a8 білий король · c8 білий ферзь · a7 чорний пішак · e7 чорний пішак · a6 біла тура · d6 чорний пішак · e6 білий пішак · g6 білий пішак · b5 білий пішак · d5 чорний король · h5 білий слон · a4 чорний пішак · a3 чорна тура · f3 чорний пішак · a2 чорний слон · b2 чорний слон · c2 білий кінь · d2 білий кінь · h2 білий слон · d1 чорний кінь · g1 біла тура | a8 білий король · c8 білий ферзь · a7 чорний пішак · e7 чорний пішак · a6 біла тура · d6 чорний пішак · e6 білий пішак · g6 білий пішак · b5 білий пішак · d5 чорний король · h5 білий слон · a4 чорний пішак · a3 чорна тура · f3 чорний пішак · a2 чорний слон · b2 чорний слон · c2 білий кінь · d2 білий кінь · h2 білий слон · d1 чорний кінь · g1 біла тура | a8 білий король · c8 білий ферзь · a7 чорний пішак · e7 чорний пішак · a6 біла тура · d6 чорний пішак · e6 білий пішак · g6 білий пішак · b5 білий пішак · d5 чорний король · h5 білий слон · a4 чорний пішак · a3 чорна тура · f3 чорний пішак · a2 чорний слон · b2 чорний слон · c2 білий кінь · d2 білий кінь · h2 білий слон · d1 чорний кінь · g1 біла тура | a8 білий король · c8 білий ферзь · a7 чорний пішак · e7 чорний пішак · a6 біла тура · d6 чорний пішак · e6 білий пішак · g6 білий пішак · b5 білий пішак · d5 чорний король · h5 білий слон · a4 чорний пішак · a3 чорна тура · f3 чорний пішак · a2 чорний слон · b2 чорний слон · c2 білий кінь · d2 білий кінь · h2 білий слон · d1 чорний кінь · g1 біла тура | a8 білий король · c8 білий ферзь · a7 чорний пішак · e7 чорний пішак · a6 біла тура · d6 чорний пішак · e6 білий пішак · g6 білий пішак · b5 білий пішак · d5 чорний король · h5 білий слон · a4 чорний пішак · a3 чорна тура · f3 чорний пішак · a2 чорний слон · b2 чорний слон · c2 білий кінь · d2 білий кінь · h2 білий слон · d1 чорний кінь · g1 біла тура | a8 білий король · c8 білий ферзь · a7 чорний пішак · e7 чорний пішак · a6 біла тура · d6 чорний пішак · e6 білий пішак · g6 білий пішак · b5 білий пішак · d5 чорний король · h5 білий слон · a4 чорний пішак · a3 чорна тура · f3 чорний пішак · a2 чорний слон · b2 чорний слон · c2 білий кінь · d2 білий кінь · h2 білий слон · d1 чорний кінь · g1 біла тура | 2 |
| 1 | a8 білий король · c8 білий ферзь · a7 чорний пішак · e7 чорний пішак · a6 біла тура · d6 чорний пішак · e6 білий пішак · g6 білий пішак · b5 білий пішак · d5 чорний король · h5 білий слон · a4 чорний пішак · a3 чорна тура · f3 чорний пішак · a2 чорний слон · b2 чорний слон · c2 білий кінь · d2 білий кінь · h2 білий слон · d1 чорний кінь · g1 біла тура | a8 білий король · c8 білий ферзь · a7 чорний пішак · e7 чорний пішак · a6 біла тура · d6 чорний пішак · e6 білий пішак · g6 білий пішак · b5 білий пішак · d5 чорний король · h5 білий слон · a4 чорний пішак · a3 чорна тура · f3 чорний пішак · a2 чорний слон · b2 чорний слон · c2 білий кінь · d2 білий кінь · h2 білий слон · d1 чорний кінь · g1 біла тура | a8 білий король · c8 білий ферзь · a7 чорний пішак · e7 чорний пішак · a6 біла тура · d6 чорний пішак · e6 білий пішак · g6 білий пішак · b5 білий пішак · d5 чорний король · h5 білий слон · a4 чорний пішак · a3 чорна тура · f3 чорний пішак · a2 чорний слон · b2 чорний слон · c2 білий кінь · d2 білий кінь · h2 білий слон · d1 чорний кінь · g1 біла тура | a8 білий король · c8 білий ферзь · a7 чорний пішак · e7 чорний пішак · a6 біла тура · d6 чорний пішак · e6 білий пішак · g6 білий пішак · b5 білий пішак · d5 чорний король · h5 білий слон · a4 чорний пішак · a3 чорна тура · f3 чорний пішак · a2 чорний слон · b2 чорний слон · c2 білий кінь · d2 білий кінь · h2 білий слон · d1 чорний кінь · g1 біла тура | a8 білий король · c8 білий ферзь · a7 чорний пішак · e7 чорний пішак · a6 біла тура · d6 чорний пішак · e6 білий пішак · g6 білий пішак · b5 білий пішак · d5 чорний король · h5 білий слон · a4 чорний пішак · a3 чорна тура · f3 чорний пішак · a2 чорний слон · b2 чорний слон · c2 білий кінь · d2 білий кінь · h2 білий слон · d1 чорний кінь · g1 біла тура | a8 білий король · c8 білий ферзь · a7 чорний пішак · e7 чорний пішак · a6 біла тура · d6 чорний пішак · e6 білий пішак · g6 білий пішак · b5 білий пішак · d5 чорний король · h5 білий слон · a4 чорний пішак · a3 чорна тура · f3 чорний пішак · a2 чорний слон · b2 чорний слон · c2 білий кінь · d2 білий кінь · h2 білий слон · d1 чорний кінь · g1 біла тура | a8 білий король · c8 білий ферзь · a7 чорний пішак · e7 чорний пішак · a6 біла тура · d6 чорний пішак · e6 білий пішак · g6 білий пішак · b5 білий пішак · d5 чорний король · h5 білий слон · a4 чорний пішак · a3 чорна тура · f3 чорний пішак · a2 чорний слон · b2 чорний слон · c2 білий кінь · d2 білий кінь · h2 білий слон · d1 чорний кінь · g1 біла тура | a8 білий король · c8 білий ферзь · a7 чорний пішак · e7 чорний пішак · a6 біла тура · d6 чорний пішак · e6 білий пішак · g6 білий пішак · b5 білий пішак · d5 чорний король · h5 білий слон · a4 чорний пішак · a3 чорна тура · f3 чорний пішак · a2 чорний слон · b2 чорний слон · c2 білий кінь · d2 білий кінь · h2 білий слон · d1 чорний кінь · g1 біла тура | 1 |
|   | a | b | c | d | e | f | g | h |   |

FEN: K1Q5/p3p3/R2pP1P1/1P1k3B/p7/r4p2/bbNN3B/3n2R1
1. Bg4? ~ 2. Qc6#, 1. ... Rc3! (2. Rg5?)
1. Rg4? ~ 2. Sb4#, 1. ... Bc3! (2. Bf3?)
1. Ra5! ~ 2. b6#
1. ... Rc3 2. Rg5#
1. ... Bc3 2. Bf3#
- — - — - — -
1. ... Rb3 2. Qc4#
1. ... Bd4 2. Sb4#
В обох тематичних хибних слідах послаблення виникло через взаємне перекриття білих фігур — тури і слона (біле перекриття Грімшоу).